# Голя-Гродковська
Голя-Гродковська (пол. Gola Grodkowska, нім. Guhlau) — село в Польщі, у гміні Гродкув Бжезького повіту Опольського воєводства.
Населення — 289 осіб (2011).

## Демографія
Демографічна структура станом на 31 березня 2011 року:
|          | Загалом | Допрацездатний вік | Працездатний вік | Постпрацездатний вік |
| -------- | ------- | ------------------ | ---------------- | -------------------- |
| Чоловіки | 148     | 30                 | 101              | 17                   |
| Жінки    | 141     | 22                 | 87               | 32                   |
| Разом    | 289     | 52                 | 188              | 49                   |